# Temporada de ciclones no Pacífico Sul de 2014-2015
A temporada de ciclones no Pacífico Sul de 2014-15 foi um pouco abaixo da média da temporada de ciclones tropicais, com cinco ciclones tropicais ocorrendo na bacia entre 160 °E e 120 °W. A temporada decorreu oficialmente de 1 de novembro de 2014 a 30 de abril de 2015. Durante a temporada, os ciclones tropicais foram monitorados oficialmente pelo Centro Meteorológico Regional Especializado (RSMC) em Nadi, Fiji e os Centros de Alerta de Ciclone Tropical em Brisbane, Austrália e Wellington, Nova Zelândia. As Forças Armadas dos Estados Unidos, por meio do Joint Typhoon Warning Center (JTWC), também monitoraram a bacia e emitiram avisos não oficiais para os interesses americanos. RSMC Nadi atribui um número e um sufixo F às perturbações tropicais que se formam ou se movem para a bacia, enquanto o JTWC designa ciclones tropicais significativos com um número e um sufixo P. RSMC Nadi, TCWC Wellington e TCWC Brisbane usam a Escala de Intensidade do Ciclone Tropical Australiano e estimam a velocidade do vento em um período de dez minutos, enquanto o JTWC estimou ventos sustentados em um período de 1 minuto, que são subsequentemente comparados com o vento do furacão Saffir-Simpson escala (SSHWS).

## Previsões sazonais
| Fonte/Recorde                                         | Ciclone tropical      | Ciclone tropical severo | Ref             |
| ----------------------------------------------------- | --------------------- | ----------------------- | --------------- |
| Recorde alto:                                         | 1997–98: 16           | 1982–83:10              | [ 1 ]           |
| Recorde baixo:                                        | 2011–12: 3            | 2008–09: 0              | [ 1 ]           |
| Média (1969-70 - 2013-14):                            | 8.5                   | —                       | [ 2 ]           |
| NIWA outubro                                          | 8-12                  | >4                      | [ 3 ]           |
| Fiji Meteorological Service                           | 6-10                  | 2-4                     | [ 2 ]           |
| NIWA fevereiro                                        | 8-10                  | >4                      | [ 4 ]           |
| Região                                                | Chance de maior média | Número médio            | Atividade atual |
| Pacífico Sul                                          | 48%                   | 15                      | 1               |
| Pacífico Sudoeste                                     | 56%                   | 8                       | 0               |
| Pacífico Sudeste                                      | 47%                   | 11                      | 1               |
| Source:BOM's Seasonal Outlooks for Tropical Cyclones. |                       |                         |                 |

Antes da temporada de ciclones, o Fiji Meteorological Service(FMS), o Bureau de Meteorologia (BoM), o MetService da Nova Zelândia e o National Institute of Water and Atmospheric Research (NIWA) e vários outros serviços meteorológicos do Pacífico, todos contribuíram para a atualização da perpectiva do clima da ilha de ciclone tropical que foi divulgada em outubro de 2014. A perspectiva levou em consideração as condições neutras do ENSO que foram observadas ao longo do Pacífico e estações analógicas que tiveram condições neutras do ENSO e do El Niño fracas ocorrendo durante a temporada. A perspectiva previa que um número quase médio de ciclones tropicais para a temporada de 2014-15, com oito a doze ciclones tropicais nomeados, ocorresse entre 135 °E e 120 °W em comparação com uma média de 10. Esperava-se que pelo menos quatro dos ciclones tropicais se tornassem ciclones tropicais severos de categoria 3, enquanto três poderiam se tornar ciclones tropicais severos de categoria 4, eles também observaram que um ciclone tropical severo de categoria 5 era improvável de ocorrer. Além de contribuir para as perspectivas da Atualização do Clima da Ilha, RSMC Nadi e o BoM publicaram suas próprias previsões sazonais para a região do Pacífico Sul.
O BoM emitiu 3 previsões sazonais para o Pacífico Sul entre 142,5 °E e 120 °W, uma para a região do Pacífico Sul Ocidental entre 142,5 °E e 165 °E e uma para a região do Pacífico Sul Oriental entre 165 °E e 120 °W. Eles previram que a região como um todo experimentaria uma atividade de ciclone tropical próxima à média durante a próxima temporada, com 55% de chance de estar acima da média. Previu-se que a região Oeste teria 39% de chance de estar acima da média, enquanto a região Leste tinha 55% de chance de estar acima da média.  Dentro de sua perspectiva, o FMS previu que entre seis e dez ciclones tropicais ocorreriam na bacia, em comparação com uma média de cerca de 8,5 ciclones. Esperava-se que pelo menos dois dos ciclones tropicais se tornassem ciclones tropicais severos de categoria 3, enquanto 1-2 poderiam se intensificar para uma categoria 4 ou 5 ciclones tropicais severos. Eles também relataram que o vale da gênese do ciclone tropical deveria estar localizado próximo e a leste do Dateline Internacional. Isso foi baseado nas condições ENSO esperadas e previstas, e na existência de anomalias de temperatura sub-superficial do Pacífico quente na região. Uma previsão atualizada de ciclones tropicais da Atualização do Clima da Ilha foi emitida durante fevereiro de 2015, sugerindo que a atividade quase normal ainda era possível. A previsão levou em consideração os Ciclones Tropicais Niko e Ola, bem como as fracas condições do El Niño, que deveriam persistir na região. Como resultado, a atualização previu que seis a oito ciclones tropicais nomeados se desenvolveriam na bacia, o que elevaria o total geral para entre oito e dez ciclones tropicais.  A atualização também previu que pelo menos quatro ciclones tropicais se intensificariam na categoria três ciclones tropicais severos, dos quais três poderiam se intensificar e se tornar um ciclone tropical severo da categoria quatro ou cinco.
Tanto a atualização das perspectivas do clima da ilha de ciclones tropicais do FMS avaliaram o risco de um ciclone tropical afetar uma determinada ilha ou território. Como era esperado que o vale de gênese do ciclone tropical de baixa pressão estivesse localizado próximo e a leste da linha de data internacional, a atividade normal ou ligeiramente acima do normal era esperada para áreas próximas à linha de data. O Island Climate Update Outlook previu que Vanuatu e Nova Caledônia tinham uma chance reduzida de serem afetados por vários ciclones tropicais. Previu-se que as Ilhas Cook do Norte, Fiji, Papua Nova Guiné, Tonga, Wallis e Futuna, as Ilhas Salomão, o Norte da Nova Zelândia e as Ilhas Austral e Sociedade da Polinésia Francesa teriam uma chance normal de serem afetadas por um ciclone tropical ou ex-ciclone tropical. Eles também previram que Niue, Samoa, Tokelau, Tuvalu e as Ilhas Cook do Sul tinham uma chance elevada, enquanto o arquipélago Tuamotu da Polinésia Francesa e as Ilhas Marquesas, Kiribati e as Ilhas Pitcairn, tinham uma chance improvável de serem afetados por um ciclone tropical. A perspectiva do FMS previa que Wallis e Futuna, Tuvalu, Samoa, Niue, Tonga, Vanuatu, as Ilhas Cook do Sul e as Ilhas Salomão tinham grandes chances de serem afetadas por um ciclone tropical. Fiji, Polinésia Francesa, Nova Caledónia e as Ilhas Cook do Norte tiveram uma chance moderada de serem afetadas por um ciclone tropical, enquanto Kiribati teve uma chance baixa. Devido à sua proximidade com a piscina quente e área de gênese, o FMS observou que Tokelau tinha um risco baixo a moderado de ser afetado por um ciclone tropical. RSMC Nadi também previu que havia um risco aumentado de ciclones tropicais severos, afetando a região este ano em comparação com a temporada anterior Havia uma grande chance de Tuvalu, Samoa, Niue, Tonga, as Ilhas Cook do Sul, Vanuatu e as Ilhas Salomão serem afetadas por um forte ciclone tropical. As chances de Fiji, Nova Caledônia, Ilhas Cook do Norte e Polinésia Francesa serem afetadas por um ciclone tropical severo eram moderadas, enquanto Kiribati, Tokelau e Wallis e Futuna tinham um risco baixo.  A perspectiva de ciclone tropical atualizada da Atualização do Clima da Ilha relatou que ainda havia uma chance de que dois ou mais sistemas pudessem interagir com a Nova Caledónia, Vanuatu, Fiji e Tonga. No entanto, observou-se que a atividade pode ser ligeiramente reduzida ao norte de Vanuatu e que uma quantidade elevada de atividade pode ocorrer no Mar de Coral, a leste de Queensland.

## Sistemas

### Depressão tropical 01F
Durante 21 de novembro, RSMC Nadi relatou que um distúrbio tropical havia se desenvolvido cerca de 375 km (233 mi) a noroeste de Mata-Utu, no território francês de Wallis e Futuna. Durante os próximos dias, a área de convecção atmosférica ao redor do sistema gradualmente se tornou mais organizada à medida que ele se movia para sudoeste antes de ser classificada como uma depressão tropical em 23 de novembro.

### Depressão tropical 03F
No final do dia 20 de dezembro, RSMC Nadi relatou que o Distúrbio tropical 03F, havia se desenvolvido dentro de uma área de baixo vento vertical ao norte-nordeste de Pago Pago, Samoa Americana.

### Depressão tropical 04F
Durante 21 de dezembro, o CMRE de Nadi informou que uma perturbação tropical havia se desenvolvido a cerca de 275 km a nordeste de Aitutaki nas Ilhas Cook. Ele se moveu globalmente para Sudeste como uma depressão tropical. Desencadeou fortes chuvas nas ilhas da Polinésia Francesa e nas Ilhas Cook do Norte.
O sistema foi observado pela última vez pelo FMS em 24 de dezembro, enquanto estava localizado a sudeste do Taiti, Polinésia Francesa.

### Depressão tropical 05F
O Distúrbio tropical 05F foi observado pela primeira vez em 23 de dezembro, enquanto estava localizado a cerca de 75 km (47 mi) ao norte de Mata-Utu, na nação insular de Wallis e Futuna. O sistema estava localizado dentro de um ambiente marginal para desenvolvimento posterior, que continha cisalhamento do vento vertical de baixo a moderado e tinha um bom escoamento.

### Ciclone tropical Niko
Durante 19 de Janeiro, o CMRE de Nadi informou que a perturbação tropical 06F havia se desenvolvido, a nordeste de Papeete, na Ilha Polinésia Francesa do Taiti. O sistema estava sob uma crista de alto nível de alta pressão em um ambiente, que era favorável para o desenvolvimento posterior com cisalhamento vertical baixo a moderado. Consequentemente, a organização da convecção atmosférica em torno do sistema melhorou significativamente, enquanto o centro de circulação de baixo nível dos sistemas se consolidou rapidamente no dia seguinte. Como resultado, no final da noite de 20 de janeiro, o JTWC iniciada avisos sobre o sistema atribuiu a designação 07P. RSMC Nadi, posteriormente, informou que o sistema transformou-se num ciclone tropical de categoria 1 e nomeou-o Niko. Nos dois dias seguintes, o sistema se intensificou gradualmente e tornou-se um ciclone tropical de categoria 2 no início de 22 de Janeiro. Em 25 de Janeiro, Niko completou a sua transição extratropical.

### Ciclone tropical severo Ola
Durante 29 de Janeiro, o CMRE Nadi informou que a depressão tropical 09F havia se mudado para a bacia, da região australiana para o noroeste da Nova Caledónia. O sistema movia-se em direção a este-nordeste e situava-se numa área de baixo cisalhamento vertical do vento sob uma crista de alto nível de alta pressão. Durante 30 de Janeiro, o JTWC deu início a alertas sobre o sistema e atribuiu-lhe a designação de ciclone Tropical 10P. RSMC Nadi. Nos dois dias seguintes, o sistema se intensificou gradualmente e tornou-se um ciclone tropical severo de categoria 3 no início de 1 de fevereiro.

### Ciclone tropical severo Pam
Durante 6 de março, RSMC Nadi relatou que distúrbio tropical 01F havia desenvolvido cerca de 1.140 km (710 mi) a noroeste de Nadi, Fiji. A perturbação continuou em seu caminho para sudoeste até dois dias depois, quando o RSMC o atualizou para uma depressão tropical. O JTWC emitiu um alerta de formação de ciclones tropicais (TCFA). O ciclone Pam se desenvolveu a partir desse sistema em 9 de março, quando RSMC Nadi começou a rastreá-lo como um ciclone tropical de categoria 1. Localizada em uma área de condições favoráveis, Pam gradualmente se intensificou em um poderoso ciclone tropical severo de categoria 5 em 12 de março. Os ventos sustentados máximos de dez minutos de Pam atingiram um pico de 250 km/h (160 mph), junto com uma pressão mínima de 896 hPa, tornando Pam o ciclone tropical mais intenso da bacia desde Zoe em 2002. Várias horas depois, o ciclone começou a fazer uma curva em direção ao sudeste, permitindo que Pam passasse logo a leste de Efate, tornando-se o pior desastre natural da história de Vanuatu. O ciclone danificou a infraestrutura de Vanuatu com 90 por cento estimados dos edifícios do país foram afetados pelos efeitos da tempestade, as telecomunicações foram paralisadas e houve escassez de água.
O FMS estimou Pam como tendo ventos sustentados de dez minustos recordes de 250 km/h (155 mph) . Os ventos da tempestade diminuíram gradualmente depois que Pam seguiu para oeste de Tafea. No entanto, o FMS indicou que a pressão do ciclone caiu ainda mais para um mínimo de 896 mbar ( hPa ; 26,46 inHg ) em março 14. Pam deixou a área de responsabilidade FMS conforme ela progredia ao longo de seu caminho, o olho da tempestade desvaneceu-se e a circulação de baixo nível de Pam foi deslocada de suas tempestades associadas, sinalizando uma fase de enfraquecimento rápido. Mais tarde em 15 de março, ambas agências deixaram de emitir avisos quando Pam entrou num fase de transição extratropical enquanto afetava o nordeste da Nova Zelândia.

### Ciclone tropical Reuben
Em 19 de março, RSMC Nadi relatou que Distúrbio tropical 12F havia desenvolvido a cerca de 375 km (233 mi) ao sudoeste de Apia, na ilha samoana de Upolu. O sistema moveu-se para o sul, pois foi classificado como uma depressão tropical. Em 21 de março, o JTWC classificou 12F como uma tempestade tropical, dando a designação 20P. No início de 22 de março, RSMC Nadi relatou que o sistema havia se desenvolvido em um ciclone tropical de categoria 1 e o nomeou Reuben, enquanto estava localizado a cerca de 220 km (140 mi) ao sul de Nuku'alofa, Tonga. No início de 23 de março, ambas as agências deixaram de emitira avisos quando entrou numa fase de transição extratropical.
Entre 20 e 22 de março, a depressão tropical precursora de Reuben produziu fortes chuvas e ventos fortes nas ilhas Lau em Fiji.

### Depressão tropical 14F
A depressão foi observada pela última vez pelo FMS durante 31 de março, enquanto estava localizada a cerca de 600 km (370 mi) ao sudeste de Rarotonga nas Ilhas Cook.

### Ciclone tropical Solo
A depressão tropical 15F desenvolveu-se no vale das monções durante 9 de abril, cerca de 465 km (289 mi) ao sul de Honiara nas Ilhas Salomão. O sistema estava localizado sob uma crista de nível superior de alta pressão e em uma região que favorecia um maior desenvolvimento, incluindo baixo cisalhamento vertical do vento e temperaturas da superfície do mar acima de 30 °C (86 °F). Como resultado, o sistema desenvolveu-se rapidamente durante aquele dia à medida que avançava para o sul, com a convecção atmosférica envolvendo o centro de circulação de baixo nível do sistema. Durante o dia seguinte, o JTWC iniciou alertas sobre o sistema e classificou-o como Ciclone Tropical 23P, enquanto o FMS relatou que o sistema havia se desenvolvido para um ciclone tropical de Categoria 1 e o nomeou Solo. O sistema continuou a se intensificar durante aquele dia, antes que o JTWC e o FMS relatassem que Solo havia atingido seu pico com ventos de 100 km/h (62 mph) durante 11 de abril, o que o tornou um ciclone tropical de categoria 2 na escala australiana.
Voltando-se para o sul-sudeste, Solo entrou em uma área de forte cisalhamento do vento vertical e posteriormente enfraqueceu. Durante 12 de abril, Solo passou cerca de 50 km (31 mi) ao nordeste das Ilhas Belep, à medida que se movia entre o continente da Nova Caledónia e as Ilhas Loyalty. Solo foi posteriormente desclassificado como um ciclone tropical naquele dia, após ter perdido as características de um ciclone tropical. Nas Ilhas Salomão, o rio Makira - Ereteria foi inundado em 7 de abril, enquanto uma enchente destruiu hortas, bananas e plantações cacau. Ao impactar a Nova Caledónia, Solo causou rajadas de vento de até 100 km/h (62 mph), enquanto a precipitação total de até 222 mm (8,7 in) foram gravados na Nova Caledónia. Como efeito indireto do Solo foram registados danos significativos na Nova Caledónia, com estradas intransitáveis em alguns locais e água potável deteriorada no município de Pouébo.

### Ciclone tropical Raquel
O distúrbio tropical 17F desenvolveu-se a cerca de 718 km (446 mi) ao nordeste de Honiara nas Ilhas Salomão em 28 de junho. Ao longo dos próximos dias, o sistema moveu-se para o oeste na região australiana, onde se desenvolveu em um ciclone tropical de categoria 1 e foi denominado Raquel por o BoM durante 30 de junho. Raquel posteriormente começou a se mover para o leste e voltou para a bacia do Pacífico Sul, onde enfraqueceu em uma depressão tropical. O sistema posteriormente moveu-se para sudoeste e para fora da bacia durante 4 de julho, quando impactou as Ilhas Salomão, com rajadas de vento fortes e chuvas fortes. Durante a pós-análise, foi determinado que Raquel havia se desenvolvido em um ciclone tropical de categoria 1 durante 30 de junho, enquanto estava localizado na bacia do Pacífico Sul.

### Outros sistemas

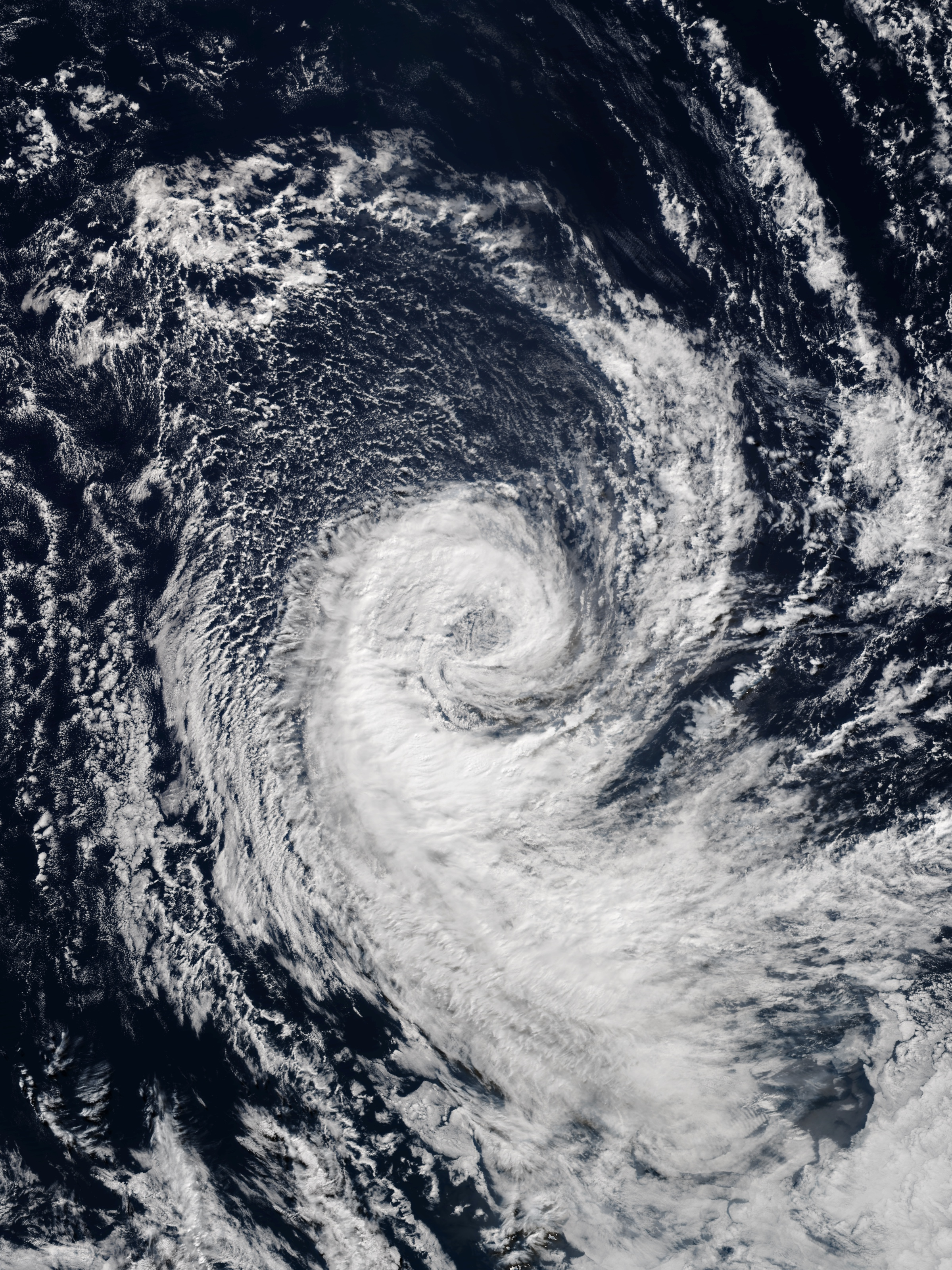
Ciclone subtropica “Katie” em 2 maio

O distúrbio tropical 02F desenvolveu-se durante 16 de dezembro, cerca de 360 km (220 mi) nordeste de Niue ; no entanto, o sistema foi observado pela última vez no dia seguinte, pois havia a suspeita de ter se tornado um ciclone extratropical.
No final de 27 de janeiro, RSMC Nadi relatou que o Distúrbio tropical 08F havia desenvolvido a cerca de 275 km (171 mi) ao sudeste de Apia, Samoa.
Em 2 de fevereiro, RSMC Nadi relatou que Distúrbio tropicale 10F havia desenvolvido a cerca de 680 km (420 mi) ao nordeste de Suva, Fiji. No dia seguinte, o sistema moveu-se para sudeste em uma área de vento vertical baixo a moderado, antes de ser notado pela última vez em 4 de fevereiro, depois que o centro de circulação de baixo nível ficou exposto. O Distúrbio tropical 13F desenvolveu-se dentro de uma área de baixo cisalhamento vertical, ao norte da ilha de Papeete, na ilha polinésia francesa de Taiti durante 19 de março. Nos dias seguintes o sistema moveu-se para oeste e permaneceu mal organizado, com convecção atmosférica persistente sobre os sistemas supostos centro de circulação de baixo nível. O sistema foi posteriormente observado pela última vez em 21 de março, enquanto estava localizado ao norte de Rarotonga, no sul das Ilhas Cook. Durante 15 de abril, RSMC Nadi relatou que a depressão tropical 16F, havia desenvolvido cerca de 450 km (280 mi) ao noroeste de Port Vila, Vanuatu. Durante esse dia, o sistema mudou-se para o oeste ea última observou como ele se mudou para a região australiana durante 16 de abril Durante 12 de maio, o BoM começou a monitorar uma baixa tropical em direção ao oeste que se desenvolveu perto das Ilhas Salomão, antes de sair da bacia no dia seguinte.
Depois que a temporada terminou, os pesquisadores identificaram que um possível ciclone subtropical ou tropical existiu no nordeste da Ilha de Páscoa entre 29 de abril e 4 de maio e, não oficialmente, o chamaram de Katie. O sistema se originou dentro de uma zona frontal durante o final de abril, antes de se desenvolver em um sistema não frontal em 29 de abril. Nessa época, a maior parte da convecção atmosférica associada ao sistema estava localizada a sudeste de seu centro de circulação de baixo nível. Durante os próximos dias, o sistema moveu-se para sudeste e gradualmente se desenvolveu ainda mais, antes de se transformar em uma tempestade subtropical durante 1 de maio. O sistema posteriormente se moveu para o noroeste e degenerou em uma baixa remanescente em 4 de maio, antes de se dissipar durante 6 de maio.

## Efeitos sazonais
Esta tabela lista todas as tempestades que se desenvolveram no Pacífico Sul a leste da longitude 160 °E durante a temporada 2014-15. Inclui sua intensidade na escala de intensidade de ciclone tropical australiano, duração, nome, desembarques, mortes e danos. Todos os dados são retirados do RSMC Nadi ou TCWC Wellington, e todos os números de danos são em 2014 USD.
| Nome                | Datas ativo                 | Classificação máxima                | Velocidade de vento sustentados | Pressão               | Áreas afetadas                                                               | Danos (USD)  | Fatalidades | Refs   |
| ------------------- | --------------------------- | ----------------------------------- | ------------------------------- | --------------------- | ---------------------------------------------------------------------------- | ------------ | ----------- | ------ |
| 01F                 | 21 de novembro – 26         | Depressão tropical                  | Não definido                    | 1003 hPa (29.62 inHg) | Tokelau, Tuvalu, Wallis e Futuna, Ilhas Samoa                                | Menor        | Nenhum      |        |
| 02F                 | 16 de dezembro – 17         | Distúrbio tropical                  | Não definido                    | 1007 hPa (29.74 inHg) | Nenhum                                                                       | Nenhum       | Nenhum      |        |
| 03F                 | 20 de dezembro – 26         | Depressão tropical                  | 55 km/h (35 mph)                | 998 hPa (29.47 inHg)  | Ilhas Cook                                                                   | Nenhum       | Nenhum      |        |
| 04F                 | 21 de dezembro – 24         | Depressão tropical                  | Não definido                    | 1000 hPa (29.53 inHg) | Polinésia Francesa                                                           | Nenhum       | Nenhum      |        |
| 05F                 | 23 de dezembro – 29         | Depressão tropical                  | Não definido                    | 1000 hPa (29.53 inHg) | Ilhas Samoa                                                                  | Nenhum       | Nenhum      |        |
| Niko                | 19 de janeiro – 25          | Ciclone tropical categoria 2        | 100 km/h (65 mph)               | 982 hPa (29.00 inHg)  | Polinésia Francesa                                                           | Menor        | Nenhum      |        |
| 08F                 | 27 de janeiro – 30          | Distúrbio tropical                  | Não definido                    | 1000 hPa (29.53 inHg) | Wallis e Futuna, Ilhas Samoa                                                 | Nenhum       | Nenhum      |        |
| Ola                 | 29 de janeiro – fevereiro 3 | Ciclone tropical severo categoria 3 | 150 km/h (90 mph)               | 955 hPa (28.20 inHg)  | Nova Caledónia, Ilha Lord Howe                                               | Nenhum       | Nenhum      |        |
| 10F                 | 2 de fevereiro – 4          | Distúrbio tropical                  | Não definido                    | 1001 hPa (29.56 inHg) | Tuvalu                                                                       | Nenhum       | Nenhum      |        |
| Pam                 | 6 de março – 15             | Ciclone tropical severo categoria 5 | 250 km/h (155 mph)              | 896 hPa (26.46 inHg)  | Fiji, Kiribati, Ilhas Salomão, Tuvalu Vanuatu, Nova Caledónia, Nova Zelândia | $692 000 000 | 15          |        |
| Reuben              | 19 de março – 23            | Ciclone tropical categoria 1        | 75 km/h (45 mph)                | 990 hPa (29.23 inHg)  | Fiji, Tonga                                                                  | Nenhum       | Nenhum      | [ 26 ] |
| 13F                 | 19 de março – 21            | Distúrbio tropical                  | Não definido                    | 1004 hPa (29.65 inHg) | Polinésia Francesa                                                           | Nenhum       | Nenhum      |        |
| 14F                 | 28 de março – 31            | Depressão tropical                  | 55 km/h (35 mph)                | 998 hPa (29.47 inHg)  | Ilhas Cook meridionais                                                       | Nenhum       | Nenhum      |        |
| Solo                | 9 de abril – 12             | Ciclone tropical categoria 2        | 100 km/h (65 mph)               | 985 hPa (29.09 inHg)  | Ilhas Salomão, Nova Caledónia                                                | Desconhecido | Nenhum      | [ 29 ] |
| 16F                 | 15 de abril – 16            | Depressão tropical                  | Não especifíco                  | 1008 hPa (29.77 inHg) | Nenhum                                                                       | Nenhum       | Nenhum      |        |
| Raquel              | 28 de junho – julho 4       | Ciclone tropical categoria 1        | 75 km/h (45 mph)                | 998 hPa (29,5 inHg)   | Ilhas Salomão                                                                | Menor        | 1           |        |
| Totais da temporada |                             |                                     |                                 |                       |                                                                              |              |             |        |
| 17 sistemas         | 21 de novembro – 4 de julho |                                     | 250 km/h (155 mph)              | 896 hPa (26,5 inHg)   |                                                                              | $692 000 000 | 16          |        |